# Ruta Provincial 15 (Santa Cruz)
La Ruta Provincial 15 es una carretera de Argentina que comienza en la ciudad de El Calafate en la provincia de Santa Cruz. Su recorrido total es de 55 kilómetros completamente de ripio. Teniendo como extremos la ciudad de El Calafate al noreste y el Lago Roca en el sudoeste.
La ruta es utilizada en excursiones de turismo aventura. Parten excursiones en 4x4 desde El Calafate hasta la Estancia Nibepo Aike a orillas del Lago Roca dentro del parque nacional Los Glaciares.